# Часовщик и курица
«Часовщик и курица» — советский двухсерийный телевизионный драматический фильм 1989 года. По мотивам одноимённой пьесы Ивана Кочерги.

## Сюжет
1913 год. На провинциальной железнодорожной станции случайно встречаются четыре совершенно разных человека: молодой учитель гимназии Юркевич, его первая любовь Лида, богатый помещик Лундышев и немец-часовщик Карфункель. Их встреча повторяется в 1920 году, потом в 1927 году. За прошедшее время их судьбы складываются по-разному; меняется страна, меняется жизнь в ней…

## В ролях
- Юри Ярвет — немец-часовщик Карфункель
- Ярослав Гаврилюк — учитель гимназии Юркевич
- Татьяна Ташкова — Лидия Званцева
- Игорь Дмитриев — граф Лундышев
- Людмила Шевель — Софья Петровна
- Маргарита Криницына — Евдокия
- Александр Панкратов-Чёрный — Таратутта
- Осип Найдук
- Лидия Яремчук
- Александр Сердюк
- Владимир Талашко — комиссар
- Дмитрий Миргородский — полковник
- Сергей Гаврилюк
- Пётр Бенюк

## В эпизодах
- Агафья Болотова
- Богдан Бенюк
- Владимир Костюк
- С. Ивашкевич
- Лилиана Лукаш
- Александр Новосёлов
- Валерий Наконечный
- Лев Окрент
- Александр Рубашкин
- Виктор Степаненко
- Николай Шутько
- Анатолий Юрченко
- Тамара Яценко

## Съёмочная группа
- Режиссёр-постановщик: Анатолий Степаненко
- Авторы сценария: Валентин Ежов, Наталия Готовцева
- Операторы-постановщики: Виктор Политов, Владимир Басс
- Художник-постановщик: Виталий Волынский
- Композитор: Александр Курий
- Звукорежиссёр: Виктор Лукаш